# Parti communiste des travailleurs (Espagne)
 (juillet 2025).
Si vous disposez d'ouvrages ou d'articles de référence ou si vous connaissez des sites web de qualité traitant du thème abordé ici, merci de compléter l'article en donnant les références utiles à sa vérifiabilité et en les liant à la section « Notes et références ».
Pour les articles homonymes, voir Parti communiste des travailleurs.
Le Parti communiste des travailleurs (PCT, en espagnol Partido Comunista de los Trabajadores) est un parti politique espagnol actif de 1977 à 1980.

## Histoire
En 1973 est créé autour du journal La Voz Comunista un courant interne au Parti communiste d'Espagne (PCE) dénommée Oposición de Izquierda del PCE (OPI, en français Opposition de gauche du PCE). De tendance marxiste-léniniste et pro-soviétique, l’OPI entend « ouvrir un débat sur une théorie révolutionnaire pour l'Espagne » et défendre le «caractère international de la révolution démocratique, anti-oligarchique et anti-trust» .

L’OPI appelle en 1976 à l’abstention lors du référendum sur la loi pour la réforme politique.
En 1977 l’OPI scissionne du PCE et se constitue en un parti autonome dénommé le Parti communiste des travailleurs (PCT). Carlos Tuya en devient le secrétaire général.
Le PCT se dote d’une organisation de jeunesse baptisée Juventudes Comunistas de los Trabajadores (JCT, en français Jeunesses communistes des travailleurs). Les JCT publient le journal Manifiesto.

En 1979 le PCT se présente aux élections générales et obtient 47 896 voix soit 0,27 % des suffrages exprimés. 
Le PCT disparaît en 1980 lorsqu’il fusionne avec une autre formation pro-soviétique dissidente du PCE : le Parti communiste d'Espagne (VIII-IXe congrès) (en) d’Eduardo García. Cette fusion aboutit à la création du Parti communiste d’Espagne unifié, parti qui participera en 1984 à la création du Parti communiste des peuples d'Espagne.